# Slania (Album)
Slania ist das zweite Musikalbum der Pagan-Metal-Band Eluveitie. Es wurde am 15. Februar 2008 über Nuclear Blast in Deutschland, Österreich und der Schweiz und am 18. März 2008 in den USA veröffentlicht. Neben der normalen CD-Version wurde Slania auch als Digipak mit einer DVD veröffentlicht, die das Video zu Inis Mona und Aufnahmen vom Auftritt der Band auf dem Ragnarök-Festival 2007 enthält. Zusätzlich erschien das Album als Schallplatte. Neben der Version auf schwarzem Vinyl erschien eine auf 500 Stück limitierte Version auf blauem Vinyl.
Am 24. Oktober 2008 wurde Slania als „Tour-Edition“ wiederveröffentlicht. Diese enthält neben dem Album selbst als zweite CD das bis dahin erste Livealbum der Band, Live @ Metalcamp 2008, mit dem Auftritt der Band auf dem Metalcamp 2008 in Slowenien. Auf der Exklusiv-CD Slania / Evocation I – The Arcane Metal Hammer Edition, die im April 2009 dem Metal Hammer beilag, sind sechs Songs von Slania sowie ein bisher unveröffentlichtes Medley enthalten.

## Geschichte
Nachdem die Band im Dezember 2006 einen Plattenvertrag mit dem Label Twilight Records unterzeichnet hatte, begannen im Februar 2007 die Arbeiten zum neuen Album.
Am 19. August 2007, nach dem Ende der Festival-Saison, begannen Eluveitie mit den Aufnahmen zu Slania im schwedischen Fascination Street Studios in Örebro mit Jens Bogren als Produzent. Dort wurden Bis September 2007 die Schlagzeug-, Bass-, Gitarren- und Gesangsspuren aufgezeichnet. Im Anschluss daran wurden die Geigenstimmen im September 2007 im Devils Studio in Vaduz aufgenommen. Im selben Monat fanden die Aufnahmen mit dem Einspielen der Folk-Instrumente und der Chöre im Ballhorn Studio in Winterthur und in Glanzmanns Heimstudio in Illnau-Effretikon ihren Abschluss. Die Wahl mehrerer kleinerer Studios, zusätzlich zum Fascination Street Studio lag begründet im damaligen Budget der Band, da für die Akustik-Aufnahmen im Fascination Street Studio die finanziellen Mittel nicht ausgereicht hätten.
Im November 2007 gab die Band bekannt, dass sich die Veröffentlichung des Albums entgegen der ursprünglichen Planung auf Anfang 2008 verschiebe. Am 14. November unterzeichnete die Band einen Plattenvertrag mit Nuclear Blast und gab als Veröffentlichungstermin für Slania den 15. Februar 2008 bekannt.
Am 1. Januar 2008 veröffentlichte die Band das Lied Inis Mona über Myspace. Am 25. Januar stellte die Band das Lied Bloodstained Ground und das Musikvideo zu Inis Mona auf Myspace vor.

## Stil

### Musik
Ein Grossteil des Songwritings stammt von Glanzmann, aber auch die anderen Bandmitglieder sind am Entstehungsprozess der einzelnen Songs beteiligt. So wurde das Instrumentalstück „Anagantios“ komplett von Anna Murphy und Meri Tadic geschrieben. In einem kurzen Vorabbericht zum Album lobte der Metal Hammer indirekt den gut umgesetzten Melodic-Death-Metal-Einfluss auf dem Album, indem er das Lied Grey Sublime Archon in Bezug auf die Produktion und den Sound mit In Flames vergleicht. Produziert wurde das Album von Jens Bogren und Ivo Henzi.

#### Gastmusiker
- Max & Leo Rutschmann, Marlo & Jil Boesiger, Ariana Schürmann, Tatjana Jud: Kinderchor in „Slanias Song“.[14]
- Simon Solomon: Tremolo-Gitarreneffekte im Outro von „Elembivos“.[14]

### Texte
Der Name des Albums bezieht sich auf eine Grabinschrift aus vorchristlicher Zeit: „Slania“ ist ein alter keltischer (lepontischer) Name eines Mädchens, das vor etwa 2500 Jahren im Raum der südost-helvetischen Alpen lebte. Sänger Chrigel meinte dazu, der keltische Name bringe den Inhalt des Albums besonders schön zum Ausdruck:

„Die kleine Slania nimmt den Hörer bei der Hand und entführt ihn zweieinhalb Jahrtausende zurück in die Vergangenheit, um ihm von ihrem Volk und seinem Leben zu erzählen.“

Das Album ist nicht als Konzeptalbum zu verstehen, sondern beschäftigt sich lediglich mit einzelnen Aspekten des keltischen Lebens. Dennoch gibt es einen roten Faden, der sich durch das Werk zieht: Der keltische Kalender unterteilt das Jahr in vier Jahreszeiten, die so einen Jahreskreis mit vier Speichen, das „Grosse Rad“, darstellen. Der Beginn jeder Jahreszeit wurde in der keltischen Kultur mit einem grossen Fest (Hauptfest) gefeiert. Vier Stücke auf dem Album sind den einzelnen Hauptfesten gewidmet, so dass das Album gewissermaßen das keltische Jahresrad durchläuft: Das keltische Jahr beginnt mit dem Winteranfang, „Samonios“, auf den sich der erste Titel „Samon“ bezieht. Entsprechend steht „Anagantios“ für den Frühlingsanfang, „Giamonios“ für den Beginn des Sommers und „Elembivos“ für den Herbstanfang und das Ende des keltischen Jahreslaufs.

### Artwork
Das Booklet zum Album enthält neben den Songtexten viele Anmerkungen zu den gallischen Textteilen und einige Erläuterungen zum Inhalt der einzelnen Songs.
Das Cover-Artwork wurde vom Grafik-Künstler Manuel Vargas Lepiz nach den Vorgaben der Band entworfen und produziert. Die Fotografien im Booklet stammen von Astrid Marquardt.

## Titelliste und Inhalte der Lieder
„Primordial Breath“ war das erste Lied, welches für das Album geschrieben wurde. Es stellt eine Art „Liebeserklärung“ an die Natur dar. Das Stück endet mit den Worten eines walisischen Barden aus dem frühen Mittelalter.
Inis Mona basiert auf der Melodie des traditionellen bretonischen Liedes Tri martolod, das durch Alan Stivell bekannt wurde, und erzählt die Geschichte eines keltischen Druiden, der auf sein Leben zurückblickt. Dabei ist Inis Mona der Name einer walisischen Insel (heute Anglesey), auf der sich eine keltische Ausbildungsstätte für Druiden befand. Zu dieser Stätte schickten Familien aus dem gesamten keltischen Raum ihre auserkorenen Jungen. Die Ausbildung selbst konnte dabei durchaus zwanzig Jahre betragen. Der Protagonist genoss eine solche Ausbildung und arbeitete danach im Dienst eines keltischen Fürsten. Am Ende seines Lebens angekommen, denkt er an seine Jugend auf Inis Mona zurück, die sein Leben entscheidend prägte.
„Gray Sublime Archon“ und „Bloodstained Ground“ handeln von der Schlacht um Bibracte im Gallischen Krieg. Dabei ist „Gray Sublime Archon“ aus der Perspektive eines helvetischen Fürsten in Anlehnung an Divico geschrieben. „Bloodstained Ground“ dagegen schildert die Gedanken eines gallischen Kriegers kurz vor der Schlacht, während er die römischen Truppen am Horizont aufmarschieren sieht. In einem Interview mit dem Metal Hammer sagte Chrigel, von allen Liedern auf Slania bringe „Bloodstained Ground“ die Grundhaltung von Eluveitie am besten zum Ausdruck.
„The Somber Lay“ beschäftigt sich inhaltlich mit der Zeit des Herbstes nach dem Fest Elembivos. Es basiert auf dem Gedicht Düsterreigen von Eilthireach, einem Autor einiger Essays zur keltischen Kultur.
„Slanias Song“ stellt mit dem in den Vordergrund tretenden weiblichen Gesang eine Besonderheit des Albums dar. Der Text des Stücks ist vollständig in gallischer Sprache gehalten. Der Songtext stammt von David Stifter, der am keltologischen Seminar an der Universität Wien doziert. Es stellt eine patriotische Ode an das Heimatland Helvetien aus Sicht des keltischen Stammes, zu dem auch Slania gehörte, dar.
„Tarvos“ erzählt die gallische Parabel „Tarvos Trigaranus“ (zu deutsch „Stier und drei Kraniche“), die von der Entstehung der Jahreszeiten der keltischen Mythologie handelt: Der Stier Tarvos, als Metapher für den Sommer und das Leben, wurde vom Kriegsgott Esus gejagt und schliesslich erlegt. So kam der erste Winter über die Erde und der Rhythmus der Jahreszeiten war geschaffen.
„Calling the Rain“ bringt wie „Primordial Breath“ die Hingabe und Ehrfurcht vor der Natur zum Ausdruck. Der Text enthält viele Metaphern, die den Zuhörer zum Nachdenken anregen sollen.
„Elembivos“ stellt den Abschluss des Albums und das Ende des keltischen Jahres dar. Es handelt sich dabei um ein sogenanntes „Andro“, eine alte Tanzweise aus der Bretagne.
Als Bonustrack ist eine akustische Version von „Samon“ auf dem Album vertreten. Die Idee, den Song in einer Akustik-Version aufzunehmen, kam der Band laut eigener Aussage spontan im Studio. Der Bonustrack ist auf allen veröffentlichten Versionen des Albums enthalten.

## Rezension
Slania stieg auf Platz 72 in die deutschen Album-Charts ein und war zwei Wochen lang darin vertreten. In der Schweiz stieg das Album auf Platz 35 ein und blieb fünf Wochen lang in den Charts. Das Album stellt den bis dahin grössten kommerziellen Erfolg für die Band dar.
Die Kritik auf das Album fiel innerhalb der Szene überwiegend positiv aus. Im Rock Hard erreichte das Album 8 von 10 Punkten; Ronny Bittner lobt in seiner Rezension besonders die Weiterentwicklung gegenüber dem Vorgängerwerk.
Im Metal Hammer Soundcheck erhielt das Album 7 Punkte und erreichte damit Platz sechs der Bestenliste im Monat März 2008. In seiner Rezension lobt Marc Halupczok das Album und schließt mit dem Fazit:

„Das Niveau [der] bockstarken Nummern [Primordial Breath, Inis Mona und Slanias Song] kann im Laufe des Albums zwar nicht durchgehend gehalten werden, aber das unglaubliche Gespür der Musiker für eingängige Melodien ist immer präsent. Unter dem Strich geht SLANIA somit als Festschmaus für alle Freunde keltischer Musik mit heftigem Metal-Einschlag durch. Und wenn nichts Unvorhergesehenes passiert, wird diese Band in absehbarer Zeit richtig groß. Garantiert!“

Beim Webzine metalnews.de vergibt Alexander Eitner die Wertung 6 von 7 und hebt den abwechslungsreichen Aufbau von Slania hervor:

„Eluveitie machen auf Slania […] alles richtig, denn sie haben nicht einfach nur einen zweiten Teil von Spirit aufgenommen, sondern sich spielerisch weiterentwickelt und beispielsweise zusätzliche Einflüsse aus dem irisch-keltischen Musikfundus integriert […]. Zusätzlich warten die acht EidgenossInnen mit einem interessanten Konzept auf, das die einzelnen Lieder schlüssig verbindet und sowohl inhaltlich als auch musikalisch für viel Abwechslung sorgt.“

Auf whiskey-soda.de vergibt Redakteur Ingo die Note 2 und schreibt zum Album:

„Auf Slania perfektioniert die achtköpfige Gruppe um Sänger Chrigel Glanzmann ihren ureignenen Sound, es trifft der melodische Death Metal Marke Schweden auf folkige Instrumente, über die sich die an Dark Tranquillity erinnernde Stimme legt.“

Auch auf powermetal.de wurde das Album positiv aufgenommen. Julian Rohrer lobt Slania in seiner Rezension für den abwechslungsreichen Aufbau und das anspruchsvolle Songwriting:

„Es passt, sitzt und hat Luft. Zum einen finden wir vier Folk-dominierte Lieder, alle eine andere Stimmung verbreitend, alle eigenständig und einfach schön. […] Diese ruhigeren Songs stehen nun eigentlich im krassen Gegensatz zu den mit Folk-Parts angereicherten, schnelleren Nummern. Doch der Clou steckt in der Abwechslung. Und da ist Eluveitie etwas wirklich Gutes gelungen, denn das ganze Album schafft einfach ein wunderbares Gesamtbild. Und deswegen ist das Songwriting auf dem gleichen hohen Niveau wie die Fähigkeiten der einzelnen Musiker und der Produktion im Allgemeinen. Kaufempfehlung!“